# ソニー&シェール

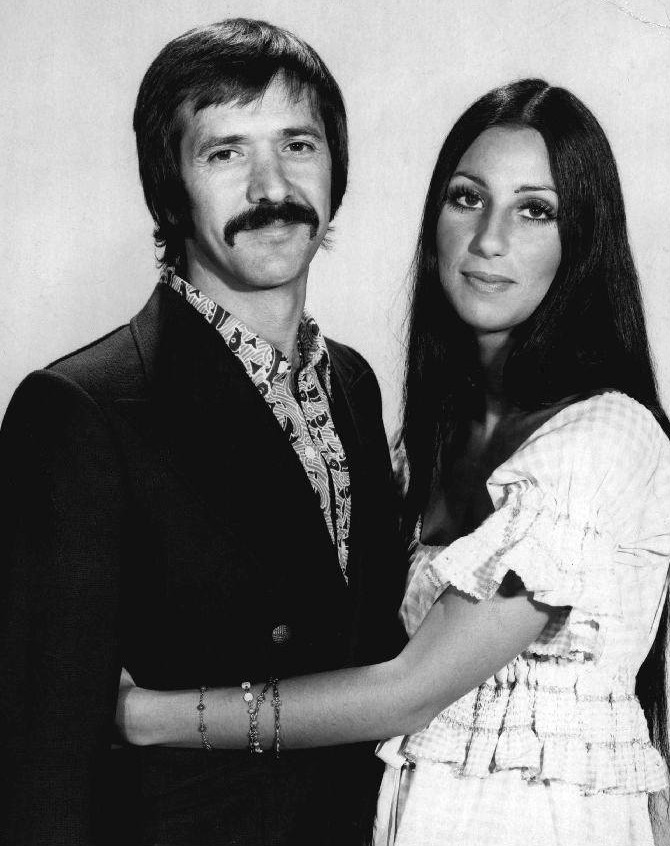
1971年の公式フォト

ソニー&シェール（Sonny & Cher）は、アメリカ合衆国の歌手ソニー・ボノ(Sonny Bono)とシェール(Cher)によるポップス・デュオ。1965年のデビュー以来、夫婦デュオとしてヒット曲を連発し、1971年からは冠番組を持つテレビタレントとしても人気を博したが、1975年に離婚。翌年に冠番組で再共演し、バービー人形風の「ソニー&シェール人形」が大ヒットするなどしたが、1977年の番組終了とともに活動を停止した。代表曲は全米1位を獲得した「I Got You Babe」。

## 解散後
シェールはソロ歌手として成功し、2000年には世界的な大ヒットを記録した「ビリーヴ」でグラミー賞最優秀ダンス・レコーディング賞を受賞した。また、女優としても1980年代にカンヌ国際映画祭 女優賞・アカデミー主演女優賞などを受賞した。
ソニーは俳優活動などを経て、1988年にカリフォルニア州パームスプリングス市長に選出。1994年にはカリフォルニア州から下院議員に選出され「著作権延長法」の立法などに尽力したが、1998年1月5日にスキー事故が原因で死亡した。同年制定された「著作権延長法」は、ソニーの功績を称えて「ソニー・ボノ著作権延長法」の異名がつけられた。
2016年、「I Got You Babe」がグラミー賞殿堂入りした。

## フィルモグラフィ

### 映画
- Wild on the Beach (1965年)
- 『ソニーとシェールのグッド・タイムス（英語版）』 - Good Times (1967年) ※ウィリアム・フリードキン監督

### テレビ
- 『0011ナポレオン・ソロ』 - The Man from U.N.C.L.E. (1967年)
- The Sonny & Cher Nitty Gritty Hour (1970年)
- 『ソニー&シェール・コメディ・アワー（英語版）』 - The Sonny & Cher Comedy Hour (1971年〜1974年)[6]
- The New Scooby-Doo Movies (1972年)
- The Sonny Comedy Revue (1974年)
- The Cher Show (1975年〜1976年)
- 『ソニー&シェール・ショー』 - The Sonny & Cher Show (1976年〜1977年)[7]
- Sonny and Me: Cher Remembers (1998年)

## ディスコグラフィ

### スタジオ・アルバム
- 『アイ・ガット・ユー・ベイブ』 - Look at Us (1965年) ※『ルック・アット・アス』の邦題もある
- The Wondrous World of Sonny & Chér (1966年)
- 『ザ・ビート・ゴーズ・オン』 - In Case You're in Love (1967年)
- All I Ever Need Is You (1972年)
- Mama Was a Rock and Roll Singer, Papa Used to Write All Her Songs (1974年)

### 主なシングル
- "I Got You Babe" (1965年) ※全米1位
- "Just You" (1965年) ※全米20位
- "Baby Don't Go" (1965年) ※全米8位
- "But You're Mine" (1965年) ※全米15位
- "What Now My Love" (1966年) ※全米14位
- "The Beat Goes On" (1967年) ※全米6位
- "All I Ever Need Is You" (1971年) ※全米7位
- "A Cowboys Work Is Never Done" (1972年) ※全米8位